# 552733 Grétsylászló
552733 Grétsylászló è un asteroide della fascia principale. Scoperto nel 2010, presenta un'orbita caratterizzata da un semiasse maggiore pari a 2,410928 UA e da un'eccentricità di 0,185124, inclinata di 2,551904° rispetto all'eclittica.